# Primera División Uruguaya 1952
Il campionato era formato da dieci squadre e il Nacional vinse il titolo.

## Classifica finale
| Pos. | Squadra        | G  | V  | N | P  | GF | GS | Punti |
| ---- | -------------- | -- | -- | - | -- | -- | -- | ----- |
| 1    | Nacional       | 18 | 15 | 1 | 2  | 59 | 20 | 31    |
| 2    | Peñarol        | 18 | 15 | 1 | 2  | 46 | 14 | 31    |
| 3    | Rampla Juniors | 18 | 6  | 7 | 5  | 34 | 29 | 19    |
| 4    | Danubio        | 18 | 7  | 4 | 7  | 33 | 28 | 18    |
| 5    | River Plate    | 18 | 7  | 2 | 9  | 29 | 34 | 16    |
| 6    | Cerro          | 18 | 6  | 3 | 9  | 24 | 28 | 15    |
| 7    | Defensor       | 18 | 5  | 5 | 8  | 29 | 40 | 15    |
| 8    | Liverpool      | 18 | 4  | 5 | 9  | 19 | 42 | 13    |
| 9    | Central        | 18 | 4  | 4 | 10 | 29 | 45 | 12    |
| 10   | Sud América    | 18 | 3  | 4 | 11 | 27 | 49 | 10    |

G = Partite giocate; V = Vittorie; N = Nulle/Pareggi; P = Perse; GF = Goal fatti; GS = Goal subiti; 

## Classifica marcatori
| Gol |  |  | Giocatore    | Squadra  |
| --- |  |  | ------------ | -------- |
| 15  |  |  | Jorge Enrico | Nacional |